# Messerschmitt Me 261
Chiếc Messerschmitt Me 261 Adolfine là kiểu máy bay được phát triển dựa trên kiểu Messerschmitt Bf 110 nhỏ hơn, được Messerschmitt thiết kế vào cuối những năm 1930 như là một kiểu máy bay trinh sát duyên hải tầm xa. Tuy nhiên nó không được đưa vào sản xuất hàng loạt.

## Thiết kế và phát triển

### Lịch sử phát triển
Vào năm 1937 Messerschmidt bắt đầu thực hiện kế hoạch P. 1062, một nghiên cứu về một kiểu máy bay trinh sát tầm xa, sử dụng thiết kế căn bản của chiếc máy bay tiêm kích hạng nặng hai động cơ Bf 110 làm cơ sở. Nó có một thân máy bay dài và hẹp và hai động cơ được đặt trên cánh. Bộ Hàng không Đế chế Đức (RML) đã chấp thuận kế hoạch sau khi bị thuyết phục rằng chiếc máy bay có khả năng lập kỷ lục thế giới bay đường trường và đặt cho nó ký hiệu Me 261.
Kế hoạch đặt ra là sẽ chế tạo một máy bay hoàn chỉnh để mang Ngọn lửa Thế Vận Hội từ Garmisch-Partenkirchen, Đức (nơi tổ chức Thế Vận Hội Mùa Đông 1936) đến Tokyo, Nhật Bản cho Thế Vận Hội Mùa Hè 1940 (bị hủy bỏ do Thế Chiến II), sẽ là chuyến bay đường trường không nghỉ phá kỷ lục thế giới. Kế hoạch này sử dụng ý tưởng của Adolf Hitler vào giai đoạn đầu của việc thiết kế và chiếc máy bay một cách không chính thức được mang tên Adolfine nhằm tôn vinh ông ta.

### Đặc tính thiết kế
Chiếc Me 261 tích hợp một số đặc tính khá tiên tiến vào thời đó. Kiểu cánh một xà dọc duy nhất toàn kim loại được thiết kế để sử dụng như là thùng chứa nhiên liệu, và chiều dày cánh ở gốc cánh chỉ nhỏ hơn chút ít so với chiều cao của thân máy bay. Nguyên phần thân máy bay có tiết diện hình chữ nhật, đủ chỗ cho một đội bay gồm năm người bao gồm hai phi công, điện báo viên, hoa tiêu và một kỹ sư phi hành.
Động lực được cung cấp bởi bốn động cơ Daimler-Benz DB 601, được ghép lại thành từng cặp được biết đến dưới tên gọi là DB 606, vốn được phát triển cho kiểu máy bay He 177. Mỗi cặp động cơ vận hành một bộ cánh quạt có bước góc cánh thay đổi được thông qua một hộp số dùng chung, cung cấp công suất 2.700 mã lực.
Bộ bánh đáp bao gồm một bánh trước mũi và hai bánh đáp chính có đường kính khá lớn, được sử dụng nhằm ngăn ngừa chiếc máy bay khỏi bị sa lầy trên những đường băng hạ cánh bằng cỏ.

### Những chiếc nguyên mẫu
Việc chế tạo ba chiếc nguyên mẫu được bắt đầu tại xưởng của Messerschmitt ở Augsburg vào mùa Xuân năm 1939, nhưng công việc tiến triển chậm chạp do nhận thức rằng chiến tranh sắp xảy ra không lâu sau đó và Thế Vận Hội mùa Hè 1940 sẽ bị hủy bỏ. Vai trò nguyên thủy của thiết kế chiếc Me 261 như là một máy bay trinh sát tầm xa bị quên lãng và nó được xem là không chiến lược và sắp bị hủy bỏ. Tuy nhiên, RML nhận thất rằng nó có thể là một máy bay hữu ích nhằm đánh giá các chuyến bay tầm xa và công việc được tiếp tục vào mùa Hè năm 1940.
Me 261 V1
Chuyến bay đầu tiên của chiếc Me 261 V1 diễn ra vào ngày 23 tháng 12 năm 1940, do phi công thử nghiệm của Messerschmitt là Karl Baur điều khiển. Willy Messerschmitt đã viết thư cho Ernst Udet vào đầu năm 1941 về kết quả của chuyến bay đầu tiên, tiên đoán một tầm bay xa lên đến 20.000 km (12.430 mi) dành cho kiểu máy bay này. Quyết định sử dụng loại động cơ DB 606 là một vấn đề vì chỉ có vài chiếc sẵn có cho kế hoạch phát triển, trong khi hầu hết đều cần dùng cho những chiếc máy bay đang sản xuất như kiểu Heinkel He 177. Chiếc Me 261 V1 bị hư hỏng nặng trong một cuộc ném bom của Đồng Minh xuống Lechfeld vào năm 1944 và chiếc máy bay sau đó bị tháo dỡ.
Me 261 V2
Chuyến bay đầu tiên của chiếc Me 261 V2 được thực hiện vào đầu năm 1941. Đến lúc này các quan chức đã xem chiếc Me 261 như là một kiểu máy bay trinh sát duyên hải tầm xa. Messerschmitt đã nhận thấy rằng bản chất mang nhiên liệu bên trong cánh của chiếc máy bay đã loại trừ khả năng trang bị vũ khí trên nó, nên cả hai chiếc nguyên mẫu đều được thử nghiệm khả năng bay kéo dài cho đến năm 1943. Đã có một đề nghị rằng một chiếc hay cả hai sẽ được dùng để thả truyền đơn xuống New York, nhưng ý tưởng này đã không được thực hiện. Chiếc Me 261 V2 bị hư hỏng cùng với chiếc V1 trong cuộc ném bom của Đồng Minh và sau đó đã bị tháo dỡ.
Me 261 V3
Chiếc V3 khác biệt hơn những chiếc tiền nhiệm do được vận hành bởi hai động cơ DB 610 (một thiết kế động cơ kép khác) và chỗ trống bên trong rộng hơn cho thêm hai thành viên đội bay nữa. Chuyến bay đầu tiên của chiếc Me 261 V3 được thực hiện vào đầu năm 1943. Chiếc máy bay này đã có một loạt các chuyến bay thử nghiệm lâu nhất. Vào ngày 16 tháng 4 năm 1943, chiếc Me 261 V3 dưới sự điều khiển của Karl Baur đã vượt qua quãng đường 4.500 km (2.796 mi) trong một chuyến bay kéo dài 10 giờ, lập nên một kỷ lục về thời gian bay không chính thức vốn không thể xác nhận được do hoàn cảnh chiến tranh. Vào tháng 7 năm 1943, hệ thống thủy lực của chiếc Me 261 V3 bị hỏng khi hạ cánh và nó được chuyển đến Oranienburg để được sửa chữa, và sau đó nó được sử dụng trong một ít phi vụ tầm xa của lực lượng trinh sát của Không quân Đức. Số phận cuối cùng của nó hiện vẫn không rõ.

## Đặc điểm kỹ thuật (Messerschmitt Me 261 V3)

### Đặc tính chung
- Đội bay: 07 người
- Chiều dài: 16,68 m (54 ft 9 in)
- Sải cánh: 26,86 m (88 ft 2 in)
- Chiều cao: 4,71 m (15 ft 6 in)

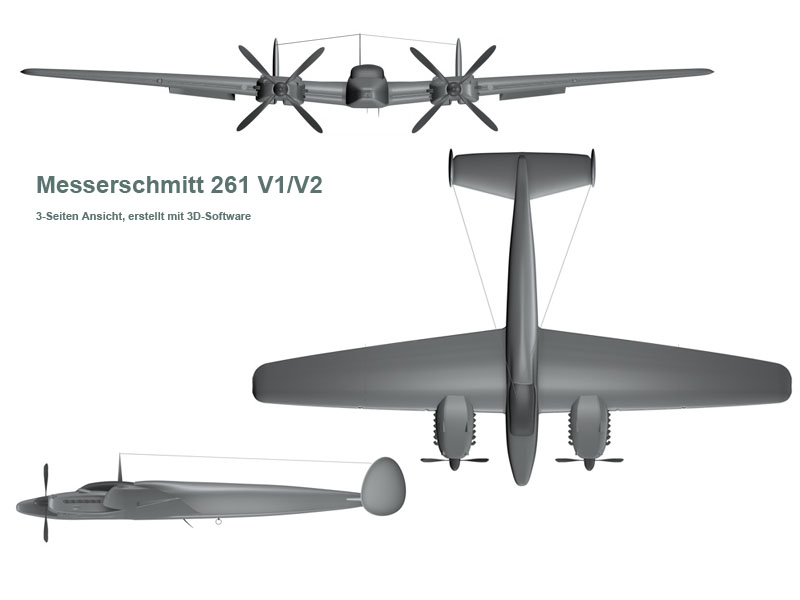
Me 261

- Động cơ: 2 x động cơ Daimler-Benz DB 610A/B 24 xy lanh bố trí chữ V ngược làm mát bằng nước, công suất 2.950 mã lực (2.200 kW) mỗi động cơ

### Đặc tính bay
- Tốc độ lớn nhất: 620 km/h ở 3.000 m (385 mph ở 9.840 ft)
- Tầm bay tối đa: 11.024 km (6.850 mi)
- Trần bay: 8.260 m (27.100 ft)